# 李定中
李定中（1966年—），中華民國陸軍中將，裝甲兵科出身、陸軍官校57期（1988年班；民國77年班）。現任全民防衛動員署署長，曾任參謀本部副參謀總長、金門防衛司令部指揮官，參謀本部人事參謀次長室中將次長、裝甲兵訓練指揮部指揮官、陸軍司令部計畫處處長、北測中心指揮官、裝甲584旅旅長等職。2012年7月1日晉升少將、2020年1月1日晉升中將。